# Бадыров, Павел Олегович
Павел Олегович Бадыров (род. 9 апреля 1964) — российский актёр, пауэрлифтер и предприниматель, видеоблогер.

## Биография
Родился 9 апреля 1964 года в Ленинграде. 
С отличием закончил ЛПИ им. М. И. Калинина (1987). По специальности - конструктор танков.
Профессиональная карьера:
С 1987 по 1990 конструктор в КБ-3 "Кировского завода" в отделе общей компоновки (танк Т80 и его модификации). 
С 1993 по 2002 соучредитель и генеральный директор охранного предприятия "Скат".
С 2004 по 2012 соучредитель и генеральный директор фитнес клуба "Лидер Спорт".
С 2014 по 2018 директор по развитию сети фитнес-клубов "Скульпторс"
С 2021 по настоящее время руководитель фитнес-клуба "Лидер Спорт".
Организация мероприятий:
С 2006 по 2010 в качестве президента AFL (Alternative Fighting League) создатель и организатор 4-х мероприятий "Бои фанатов бокса".
В 2011 организатор Боксерского телевизионного турнира "Победитель"
В 2012  в качестве президента AFL (Alternative Fighting League) организатор первого в России турнира по силе удара "Панчер".
В 2013 организатор турнира по силе удара "Гранд Панчер".
С 2017 по 2021 соорганизатор турниров по профессиональному боксу, проходивших в Астане и в Алматы (Казахстан), СПб, Казань (Россия).
В 2019 соорганизатор турнира по ММА "Кубок губернатора"
В 2019 технический директор турнира по ММА "Гран При естественный отбор"
В 2021 соорганизатор турнира по ММА "Естественный отбор"
Эксперт по борьбе с лишним весом
С 2017 по 2020 провел множество лекций на тему борьбы с лишним весом, включая такие площадки, как Библиотека Ржевская и Охта Молл.
С 2017 по 2019 спикер "Школы снижения веса" при центре им. Алмазова.
В 2017 и в 2018 докладчик "Форумов с международным участием по борьбе с лишним весом и диабетов 2 типа", проводимых в центре им. Алмазова.
Занятия спортом:
Неоднократный призёр чемпионатов России, многократный чемпион и рекордсмен Петербурга по жиму штанги лежа. Мастер спорта по пауэрлифтингу. По его собственным словам он занимался горными лыжами (разряд), самбо (разряд), в институтскую пору осваивал бокс. Несколько позже решил попробовать себя в силовом спорте. Результаты: Многократный чемпион и рекордсмен СПб по жиму штанги лежа, два вторых места на чемпионате России по жиму лежа, 3-место по жиму на чемпионате России, победа на открытом первенстве Москвы (жим лёжа). Заниматься с отягощениями продолжает по сегодняшний день.
Несколько лет ведет свой видеоблог на YouTube. 
Съемки в кино.
Сниматься в кино начал в 2000 году с роли телохранителя "Антибиотика" в сериале "Бандитский Петербург".                                                                     С тех пор снялся в нескольких десятках фильмов.
Фильмография:
- 2000 — Бандитский Петербург. Фильм 1. Барон — телохранитель «Антибиотика» (3 серия)
- 2001 — Агентство НЛС — парень в клубе (5-я серия)
- 2001 — Бандитский Петербург. Фильм 3. Крах Антибиотика — телохранитель «Антибиотика» (роль озвучил Артур Ваха)
- 2002 — Убойная сила 4 — Дыня, телохранитель «Боцмана» (Фильм № 1 Курс молодого бойца и Фильм № 2 Последний причал)
- 2002 — Русский спецназ — охранник в супермаркете
- 2003 — Агент национальной безопасности—4 — оперативник (39-40 серии Королева мечей)
- 2003 — Линии судьбы — Виктор Ковальчук
- 2003 — Небо и земля — Бабаскин (Панч)
- 2003 — Улицы разбитых фонарей-5 — охранник Павла Егоровича (Собачий промысел 15-я серия)
- 2004 — Легенда о Тампуке —
- 2004 — Богатыри Online — объявляющий результаты конкурса
- 2004 — На вираже — Санитар
- 2004 - Неудержимый Чижов - специалист по выведению из запоя
- 2004 — Свои — Немецкий ефрейтор
- 2004 — Сёстры —
- 2004 — Честь имею!.. — «Квазимодо»
- 2005 — Лабиринты разума — водитель (Дежавю Фильм № 3)
- 2005 — Принцесса и нищий — Паша, охранник
- 2006 — Меченосец — охранник Паша
- 2007 — 7 кабинок — Виктор Павлович
- 2008 — Васильевский остров — Депутат
- 2008 - Гаишники - наркодилер
- 2008 — Куклы колдуна — «Шрек»
- 2009 — Счастливый конец — хирург
- 2009 — Тарас Бульба — Помощник палача
- 2010 — Литейный 4-й сезон — «Татарин» (Рикошет 11-я серия)
- 2010 — Месть — искусство — хозяин сейфа
- 2010 — Морские дьяволы-4 — полковник Булыгин (Наряд 25-я серия)
- 2010 — Страховщики — Лещ (Перелом 4-я серия)
- 2011 — С любовью из ада — Фил охранник в клубе
- 2012 — Афроідиты — Гоша Блинов («Гоблин»)
- 2012 — Кулинар — Рудый (Правое дело Фильм № 3)
- 2012 - Ржавчина - Геннадий Степанович, командир спецназа
- 2012 — Провинциал — «Рубин», криминальный авторитет
- 2013 — Кремень. Освобождение — Донар
- 2013 — Морские дьяволы. Смерч. Судьбы — Киллер (Секретная миссия (Батя) Фильм № 1)
- 2013 — Шеф-2 — Морячок (Слабость 16-я серия)
- 2014 — Батальонъ — Повар
- 2014 — Дознаватель 2 — Павел, охранник «Бомбилы» (24-я серия)
- 2015 - Инспектор Купер 2 - Эрик Горгаев
- 2015 — Дружина — Евпатий, опытный воин
- 2015 - Такая работа - Олег Сорокин (Сократ)
- 2019 — Отставник — бандит, торговец оружием
- 2019 - Невский. Тень архитектора - Антон Рыхлин (Техас)
- 2020 - Морские дьяволы. Особое задание - Костолом
- 2020 - Адмиралы района - Щербаков.
- 2023 - Шеф - Сток

## Семья
Женат с 1994 года, супруга Елена Бадырова. Есть сын Сергей.